# Emilie von Kalchberg
Emilie Edle von Kalchberg (* 28. Dezember 1796 in Graz; † 24. Juni 1877 in Friesach) war eine österreichische Erzieherin und Schriftstellerin, die zu ihrer Zeit für ihre Gedichte geschätzt wurde.

## Leben
Emilie von Kalchbergs Eltern waren Johann von Kalchberg und Theresia von Kalchberg, geborene Santner. Sie wurde noch am Tag ihrer Geburt in der Pfarrkirche Hl. Blut in Graz auf die Namen Aemiliana Katharina getauft. Ihre Patin war ihre Tante Catharina von Kalchberg, eine geborene von Fürstenberg.
Sie wuchs im Kreise ihrer Geschwister in Graz auf und ging später nach Wien, wo sie sich, wie ihr Vater, schriftstellerisch betätigte. Zehn Jahre lang war sie dort Erzieherin im Hause des Grafen Colloredo-Mansfeld.
Ihre letzten Lebensjahre verbrachte sie in Friesach in Kärnten, wo ihr jüngerer Bruder Albert Ritter von Kalchberg als Mediziner wirkte und mit seiner Familie lebte. Sie schien im Jahr 1873 bereits unter den Neujahrsgratulanten der Stadt Friesach auf, weshalb anzunehmen ist, dass sie in den 1870er Jahren ins Herzogtum Kärnten übersiedelt sein muss.
Emilie von Kalchberg verstarb 1877 in Friesach. Als Todesursache wird „Altersschwäche“ beim „Hochwohlgeborenen Fräulein Emilie von Kalchberg“ angegeben. Über ihren Tod meldete die Tageszeitung Die Presse: „Emilie v. Kalchberg, die älteste Tochter des in Steiermark von seinen Zeitgenossen sehr gefeierten Dichters Johann Ritter v. Kalchberg, ist in Friesach, 82 Jahre alt, gestorben.“ Beigesetzt wurde sie auf dem Friedhof der Stadt Friesach, in jenem Grab, in dem später ihr Bruder Albert von Kalchberg und seine Nachkommen ebenfalls beigesetzt wurden. Das Grab bestand bis in die 2000er Jahre, ehe es aufgelassen wurde.

## Rezeption
Im Grundriss zur Geschichte der deutschen Dichtung nach Quellen von Karl Goedeke erfährt man über Emilie von Kalchberg, dass ihr Nachlass eine „außergewöhnliche Begabung“ zeige.
Anton Schlossar schrieb in der Einleitung von 1878 zu den poetischen Schriften von Johann von Kalchberg:

„Die Tochter des Dichters, Emilie von Kalchberg, eine geistvolle Dame, die im vorigen Jahre gestorben ist, hatte im Vereine mit einigen Geschwistern vor Jahren den Entschluß gefaßt eine Lese aus dem Nachlasse ihres Vaters zu veranstalten und im Drucke erscheinen zu lassen, das Material war zusammengefasst, aber – die Censur verbot das Erscheinen der Sammlung. Ein schönes Gedicht, welches Emilie von Kalchberg, die ebenfalls poetisch begabt war, verfaßt hatte, sollte diese Sammlung einleiten.“

Das Gedicht, das er in der Einleitung veröffentlichte, trägt den Titel An den Geist unseres theuren Vaters.
In einem Artikel von 1877 in der von Peter Rosegger gegründeten Monatsschrift „Heimgarten“ berichtete Schlossar, dass Emilie von Kalchberg eine „competente“ Biografie ihres Vaters verfasst habe. Das Manuskript von 1830 befindet sich in der Handschriftensammlung der Universitätsbibliothek Graz.